# Indiana Jones e il bastone dei re
Indiana Jones e il bastone dei re (Indiana Jones and the Staff of Kings) è un videogioco del 2009 sviluppato da Behaviour Interactive e pubblicato da LucasArts per Wii, Nintendo DS, PlayStation Portable e PlayStation 2. È il terzo gioco in 3D di Indiana Jones, dopo La macchina infernale e La tomba dell'imperatore.
Per il gioco fu inizialmente prevista anche la pubblicazione delle versioni per PS3 e Xbox 360, sviluppate internamente dalla LucasArts ma in seguito cancellate.

## Trama

### Prologo: Sudan
Siamo nel 1939, un anno dopo gli eventi narrati in Indiana Jones e l'ultima crociata. Indiana Jones si trova in Sudan per esplorare  un antico tempio, che scopre essere presidiato dai Nazisti. grazie alle sue abilità, riesce ad entrarci di nascosto e a ritrovare un antico Idolo celato al suo interno, ma appena ci arriva si vede braccato da un manipolo di soldati capeggiati da Magnus Voller, suo vecchio collega passato ai nemici. Con uno stratagemma riesce a intrappolare questo plotone nel tempio e a fuggire, dopo aver affrontato altri soldati, su uno scalcinato aereo, chiedendosi di cosa sia alla ricerca Voller.

### San Francisco: La Sfera di Giada
Pochi giorni dopo la fuga dal tempio in Sudan, Indy riceve una richiesta d'aiuto da parte del suo vecchio amico Archie, che è stato preso come ostaggio da alcuni nazisti: lui è l'unico che conosce il luogo in cui il professor Remington, ex mentore suo, di Indiana e di Voller, ha nascosto un antico artefatto noto come la Sfera di Giada. Indiana Jones si reca così nella Chinatown di San Francisco e, dopo aver tratto in salvo la nipote di Archie, Suzie, questa gli rivela che la Sfera è nascosta nei sotterranei dello studio dell'archeologo, tra le rovine di un antico vascello pirata cinese.
Indy riesce a trovarla e a riportarla in superficie; quindi inganna Magnus Voller facendogli credere di consegnargli la Sfera in cambio della libertà di Archie (in realtà gli consegna una palla di cannone) e fugge con lui ingaggiando una battaglia coi nazisti a bordo di un tram senza freni.

### Panama: Il Diario di Remington
Archie rivela a Indy il motivo per il quale i nazisti volevano la Sfera: essa è la chiave per aprire un misterioso tempio nella giungla di Panamá, in cui il professor Remington ha nascosto "qualcosa" che fa gola ai nazisti. Indiana parte per Panamá, dove incontra Maggie O'Malley, simpatica e scapestrata giornalista che decide di seguirlo per avere l'esclusiva di un articolo di giornale sull'avventura.
Indy sconfigge Sudao e i suoi uomini, un gruppo di malviventi che avevano scelto il tempio come quartier generale, e dopo aver risolto i complicati enigmi che sbarrano l'accesso alle varie zone, riesce a trovare quello che Remington aveva nascosto nelle viscere di un planetario: il suo Diario. In esso, Remington aveva scritto i risultati delle sue ricerche circa il mitico Bastone dei Re, la verga che Mosè aveva utilizzato per aprire le acque del Mar Rosso. Si dice che questo antico reperto sia in grado di scatenare immensi cataclismi sulla terra, ed è per questo che i nazisti lo vogliono.

### Istanbul: Il Pastore
Gli appunti di Remington portano Indy al Palazzo del Sultano ad Istanbul: qui è infatti nascosto il Pastore, la chiave che, oltre ad aprire l'accesso al Bastone, indica anche il luogo della Terra dove esso è nascosto. Dopo varie vicissitudini e sparatorie contro i Nazisti, Indy riesce ad attraversare tutti i pericoli di cui sono costellate le catacombe del palazzo e ritrova il Pastore, che gli indica la sua prossima meta. Uscito da un canale fognario, si trova a dover fuggire dai nazisti a bordo di un elefante guidato da Maggie.

### Nepal: La città di Suya Desh
Il Pastore indica a Indy che il Bastone si trova in un tempio a Suya Desh, città abbandonata sulle cime dell'Himalaya. Indy e Maggie ci arrivano e vi trovano Remington, che rivela loro che i Pastori in realtà erano due, e i nazisti hanno già ritrovato l'altro. Nonostante questo, Indy ha la meglio sugli invasori nazisti e riesce a penetrare nel tempio, dove risolve tutti gli enigmi presenti e ritrova il Bastone dei Re. All'uscita dal tempio Maggie gli rivela di essere in realtà un'agente dei Servizi Segreti, e di averlo seguito per impedire che il Bastone cadesse in mani sbagliate; tuttavia Magnus arriva e, dopo essersi impossessato del Bastone, rapisce Maggie e imprigiona Indiana nel tempio. Lui riesce a fuggire a bordo di un'improvvisata imbarcazione solcando le acque di un fiume sotterraneo.

### Il Dirigibile Odin
Indy riesce a penetrare nel dirigibile Odin, in cui affronta i soldati nazisti di Voller e riesce a liberare Maggie. Arrivato al confronto con Magnus, tuttavia, questi uccide Remington e, utilizzando il Bastone, fa esplodere il dirigibile.

### Epilogo: il Mar Rosso
Le rovine dell'Odin precipitano nel Mar Rosso, e Magnus Voller fugge col Bastone separandone le acque e creandosi un sentiero in mezzo. Indy e Maggie lo seguono in moto e riescono a sconfiggerlo, facendo tornare tutto alla normalità. Mentre i due ammirano il tramonto, il Bastone si trasforma in un serpente e torna da dov'era venuto.

## Doppiatori
| Personaggio           | Doppiatore inglese  | Doppiatore italiano |
| --------------------- | ------------------- | ------------------- |
| Indiana Jones         | John Armstrong      | Claudio Moneta      |
| Henry Jones, Sr       | Lewis Macleod       |                     |
| Maggie O'Malley       | Orla Brady          | Stefania Patruno    |
| Magnus Voller         | Adrian Schiller     | Alberto Olivero     |
| Prof Charles Kingston | Christopher Goodwin | Marco Balbi         |
| Archie Tan            | Sab Shimono         | Riccardo Rovatti    |
| Suzy Tan              | Dionne Quan         |                     |
| Blind Duck            | James Sie           | Gianni Quillico     |
| Sudao                 | Jorge Balon         | Riccardo Rovatti    |
| Curatore              | Will Beckman        |                     |
| Capitano della Barca  | Joe Nunez           |                     |
| Saccheggiatori        | Hernan de Beky      |                     |
| Soldati Tedeschi      | Dick Meyer          |                     |
| Teppisti              | Fernando Chien      |                     |

## Differenze tra le versioni
Il gioco è uscito su quattro piattaforme: PS2, Wii, PSP e Nintendo DS. Le prime due presentano grafica, trama e gameplay sostanzialmente uguale, a parte l'utilizzo dei diversi controller delle due console, mentre le restanti due sono state sviluppate appositamente per le console portatili in base alla loro potenza e ai loro controlli.

### Versione Wii
La versione Wii si avvale dell'utilizzo del  nunchuk per comandare Indy e fargli eseguire le azioni di default (camminare, sparare eccetera), mentre si utilizza il controller base per eseguire le azioni "speciali", come la frustata, il salto, la guida di veicoli eccetera. Per il resto non differisce dalla versione PS2, anche se tra gli extra sbloccabili ha Indiana Jones and the Fate of Atlantis, disponibile una volta completato il gioco.

### Versione PS2
La versione PS2 è identica alla versione Wii, anche se graficamente inferiore, e tutti i comandi vengono eseguiti col controller. Tra gli extra non è inserito Fate of Atlantis, ma si può sbloccare Ian Solo come personaggio giocabile.
Il 21 gennaio 2025 questa versione è stata rilasciata anche su PlayStation 4 e PlayStation 5 in versione 4K a 60 fps.

### Versione PSP
La versione PSP è stata concepita e realizzata da un diverso team rispetto alle precedenti due, e presenta sostanziali differenze in termini di trama, grafica e gameplay. La prima è infatti raccontata in maniera piuttosto diversa, anche se gli elementi basilari e le location ci sono tutte; non c'è però il Sudan, sostituito da una missione d'addestramento ambientata nel 1922, che segna il primo incontro tra Indy e Magnus Völler. Il gioco è invece diviso in una cinquantina di piccole missioni da portare a termine per proseguire. Rispetto alle due versioni base, più che l'azione e gli enigmi, prevalgono gli scontri fra Indiana e i vari nemici, che fa sembrare il gioco un picchiaduro a scorrimento, anche se non mancano rompicapo, esplorazione ed elementi di platforming. È possibile anche utilizzare la pistola per uccidere i nemici durante la battaglia, cosa che nella versione Wii/PS2 accade solo in momenti del gioco prestabiliti. Per ogni missione vengono dati da due a cinque obiettivi principali, che se soddisfatti tutti danno un punteggio per sbloccare potenziamenti di gioco, e uno o due obiettivi secondari che, soddisfatti, danno accesso a degli extra (bozzetti, filmati ecc).
Solo in questa versione (e solo in-game), il Bastone dei Re viene chiamato "il Vincastro di Mosé".

### Versione Nintendo DS
La versione Nintendo DS è stata concepita e realizzata appositamente per questa console portatile, e, come per la PSP, presenta molte differenze con le versioni PS2/Wii. Si può comandare Indy con il cursore o cliccando con lo stilo su un determinato punto dello schermo; lo stilo si utilizza anche per usare la frusta. Il livello in Sudan è sostituito da un livello nelle catacombe di Parigi.

## Accoglienza
| Testata        | Giudizio |
| -------------- | -------- |
| GameSpot       | 3.5/10   |
| IGN            | 5.0/10   |
| ONM            | 60%      |
| VideoGamer.com | 5/10     |

Indiana Jones e il bastone dei re ha ricevuto un'accoglienza mista dalla critica, in base alle recensioni aggregate su Metacritic.
IGN ne ha lodato l'interfaccia, gli effetti grafici, il numero di extra, i livelli interattivi e il gameplay versatile, ma criticato i "controlli motion stupidamente implementati". The A.V. Club lo ha votato con una F (equivalente a uno 0 sulla scala Metacritic), e ne ha considerato i controlli motion "senza scuse", dichiarando al contempo che il miglior aspetto del gioco fosse l'inclusione dell'avventura punta e clicca Indiana Jones e il destino di Atlantide. GameSpot ne ha criticato i "checkpoint messi in luoghi improbabili", le visuali "obsolete" e i "controlli motion atroci e irritanti".